# They Cloned Tyrone
They Cloned Tyrone is een Amerikaanse komische sciencefictionfilm uit 2023, geregisseerd en mede geschreven door Juel Taylor en zijn speelfilmdebuut. De hoofdrollen worden vertolkt door John Boyega, Teyonah Parris en Jamie Foxx.

## Verhaal
Fontaine is een drugsdealer in een buitenwijk genaamd "The Glen". Zijn moeder blijft de hele dag op haar kamer en praat zelden met Fontaine en hij rouwt nog steeds om de dood van zijn jongere broer. Slick Charles, een van Fontaine's klanten, begint ruzie met een van zijn sekswerkers, Yo-Yo. Fontaine gaat de confrontatie aan met Slick Charles die Fontaine geld schuldig is en komt onderweg Yo-Yo tegen. Wanneer Fontaine in zijn auto stapt, wordt hij vermoord door een rivaliserende drugsdealer, genaamd Isaac, die zijn auto blokkeert. De volgende ochtend is Slick geschokt als Fontaine opnieuw opduikt voor het geld, op de een of andere manier levend en zonder enige herinnering aan de gebeurtenissen van de vorige nacht. De twee vinden Yo-Yo om Slicks beweringen over zijn dood te bevestigen, wat Fontaine in verwarring brengt. Hij herinnert zich dat een man, bloedend door een schot, werd ontvoerd door een zwarte SUV, die nu buiten aan een drugspand geparkeerd staat. Fontaine, Slick en Yo-Yo gaan het huis binnen op onderzoek.

## Rolverdeling
| Acteur            | Personage                                  |
| ----------------- | ------------------------------------------ |
| John Boyega       | Fontaine / Old Fontaine / Chester / Tyrone |
| Teyonah Parris    | Yo-Yo                                      |
| Jamie Foxx        | Slick Charles                              |
| Kiefer Sutherland | Nixon                                      |
| David Alan Grier  | The Preacher                               |

## Productie
In december 2019 werd bekendgemaakt dat het scenario van They Cloned Tyrone van Tony Rettenmaier en Juel Taylor op de "Black List" van dat jaar stond van de meest geliefde niet-geproduceerde scenario's in Hollywood.
In september 2020 werd bekendgemaakt dat Jamie Foxx, Teyonah Parris naast John Boyega de cast vervoegden voor de Netflix-sciencefictionfilm.
De filmopnames gingen van start in november 2020 in Atlanta, Georgia. Het filmen was ten einde in april 2021. Op 13 juni 2023 werd de eerste officiële trailer vrijgegeven.

## Release en ontvangst
They Cloned Tyrone ging op 14 juni 2023 in première als openingsfilm van het American Black Film Festival (ABFF). De film kreeg een beperkte bioscooprelease op 14 juli 2023, voordat hij een week later, op 21 juli 2023 op Netflix werd gestreamd.
De film kreeg overwegend positieve kritieken van de filmcritici, met een score van 95% op Rotten Tomatoes, gebaseerd op 132 beoordelingen.